# ماكس راميريز
ماكس راميريز (بالإسبانية: Max Ramírez)‏ هو لاعب كرة قاعدة فنزويلي، ولد في 11 أكتوبر 1984 في باركيسيميتو في فنزويلا.

## وصلات خارجية
- ماكس راميريز على موقع دوري كرة القاعدة الرئيسي (الإنجليزية)
- ماكس راميريز على موقعبيزبول رفرنس.كوم (الدوري الرئيسي) (الإنجليزية)
- ماكس راميريز على موقعبيزبول رفرنس.كوم (الدوري الثانوي) (الإنجليزية)
- ماكس راميريز على موقع إي إس بي إن.كوم (أم.أل.بي) (الإنجليزية)
- ماكس راميريز على موقع مشجعي الرسوم البيانية (الإنجليزية)